# Punta Oliva
Punta Oliva ist eine Landspitze im Norden der Livingston-Insel im Archipel der Südlichen Shetlandinseln. Im Norden des Kap Shirreff, dem nördlichen Ausläufer der Johannes-Paul-II.-Halbinsel, liegt sie nordöstlich des Playa Alcázar.
Chilenische Wissenschaftler benannten sie nach Doris Oliva Eklund, Teilnehmerin der 39. Chilenischen Antarktisexpedition (1984–1985).